# Lago Ray Hubbard
Il lago Ray Hubbard, già lago Forney, è un bacino di acqua dolce posto nei pressi di Dallas, nel Texas, nelle contee di Rockwall, Dallas, Collin, Kaufman appena a nord della città di Forney. Venne creato con la costruzione della diga di Rockwall-Forney per incanalare le acque del fiume Trinity.
Misura 92 km² ed ha una capacita di 600.000.000 metri cubi d'acqua ed una profondità massima di 12 metri. La diga è attualmente di proprietà della città di Dallas. La strada Interstate 30 taglia a metà il lago. Il lago aveva originariamente il nome di lago Forney dal nome della città di Forney, nei pressi. Dopo che la città di Dallas ebbe incorporato il lago nel proprio territorio comunale, gli venne dato il nome di Ray Hubbard, che fu presidente dei parchi di Dallas dal 1943 al 1972. Ad ogni modo la compagnia che ancora oggi gestisce le acque del lago è nota col nome di Forney Lake Water Supply Corp.

## Storia
Il lago venne originariamente predisposto per provvedere di acqua potabile la regione del Texas settentrionale ed il progetto ebbe inizio nel 1964 e gestito dalla S. and A. Construction Company e dalla Markham, Brown and M. C. Winter Construction Company. Il lago venne riempito nel 1968, e l'anno successivo venne completatala costruzione della diga di 2 km di estensione. Dal 1970 il lago raggiunse le forme attuali.
Per l'espansione territoriale e l'estensione della giurisdizione territoriale della città di Dallas, il lago ed il ponte della strada Interstate 30 si trovano attualmente compresi nel territorio comunale di Dallas, la cui amministrazione ad ogni modo si serve di altre città circostanti per amministrare la riserva d'acqua.
Diverse aree del lago sono state per lungo tempo infestate da una pianta endemica, la hydrilla.
Per la sua collocazione in un'area densamente popolata, il lago è attraversato da diversi ponti. Il più importante di essi è quello della strada Interstate 30, che si estende per 2.9 km, ed il President George Bush Turnpike, completato nel 2012 per l'estensione di 0.9 km. La Texas State Highway 66 attraversa sempre questo punto. Vi è anche una ferrovia che attraversa l'area, appartenente alla Missouri-Kansas-Texas Railroad, oggi parte della Union Pacific Railroad.

## Pesca
Il lago contiene una vasta popolazione di persico spigola, persico trota, pesce gatto americano, pesce gatto azzurro e luccio alligatore.

## Media
Il lago Ray Hubbard, con il più vecchio nome di lago Forney, viene citato nel videogioco Wolfenstein II: The New Colossus come luogo della giovinezza di William "B.J." Blazkowicz, il protagonista della saga.